# 아비 캐플런
애브리얼 벤저민 캐플런(영어: Avriel Benjamin Kaplan, 1989년 4월 17일 ~ )은 미국의 가수이다. 전 펜타토닉스의 멤버였으나 2017년 탈퇴 후 솔로로 활동 중이다.